# 奧諾托

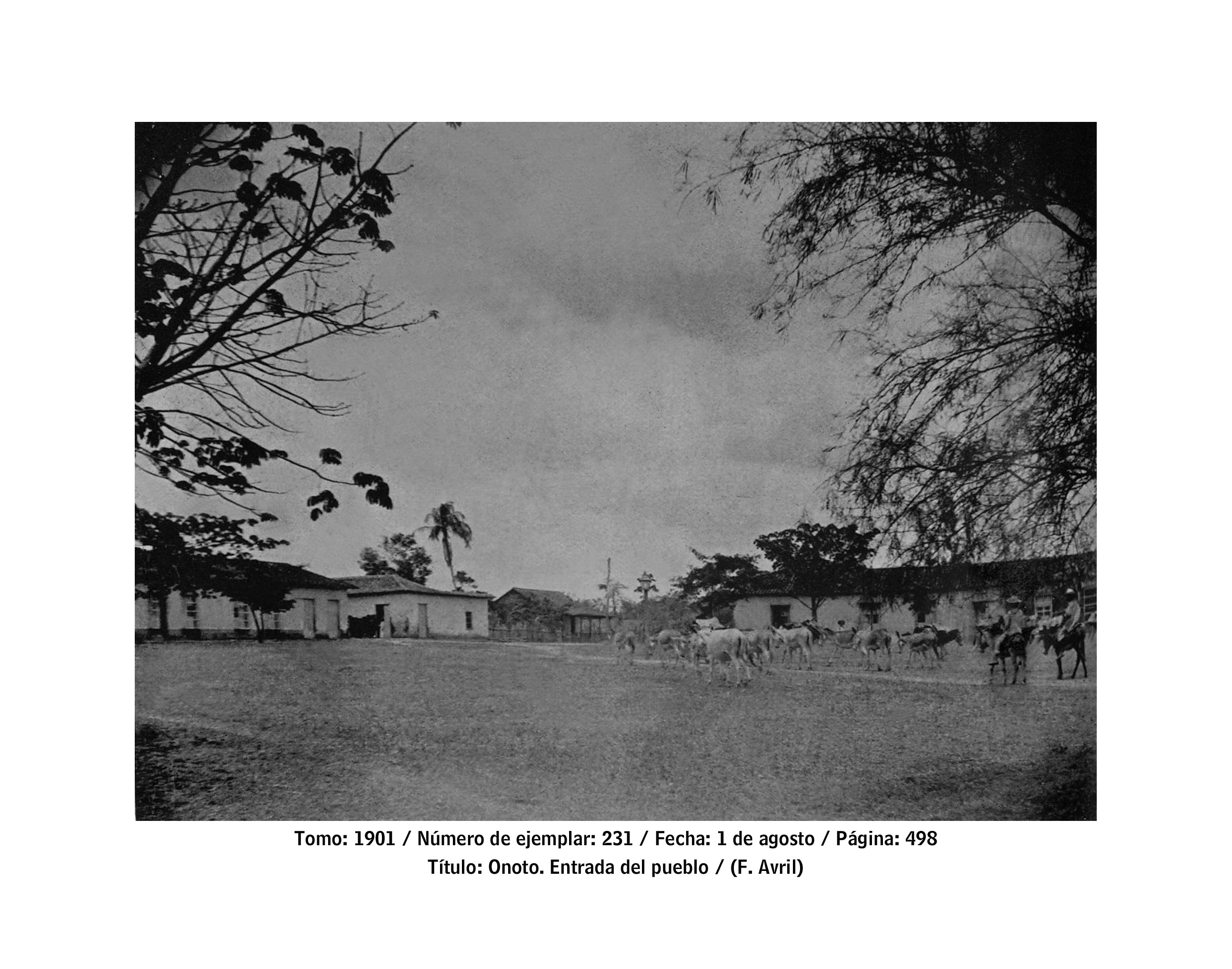
这是拍摄于1901年，奥诺托的照片。黑白色的底色下可以看到两边的民居，以及在右边的羊群。

奧諾托是委內瑞拉的城市，由安索阿特吉州負責管轄，位於該國北部，始建於1748年，面積1,741平方公里，主要經濟活動有農業和畜牧業，2001年人口12,358。

## 外部連結
- juancajigal-anzoategui.gob.ve （西班牙文）

9°35′45″N 65°11′23″W / 9.59583°N 65.18972°W